# Англар-де-Сен-Флур
Англа́р-де-Сен-Флур (фр. Anglards-de-Saint-Flour, окс. Anglars de Sant Flor) — коммуна во Франции, находится в регионе Овернь. Департамент — Канталь. Входит в состав кантона Сен-Флур-Нор. Округ коммуны — Сен-Флур.
Код INSEE коммуны — 15005.
Коммуна расположена приблизительно в 440 км к югу от Парижа, в 90 км южнее Клермон-Феррана, в 60 км к востоку от Орийака.

## Население
Население коммуны на 2008 год составляло 321 человек.
| 1962 | 1968 | 1975 | 1982 | 1990 | 1999 | 2008 |
| ---- | ---- | ---- | ---- | ---- | ---- | ---- |
| 266  | 227  | 217  | 225  | 276  | 283  | 321  |

## Экономика

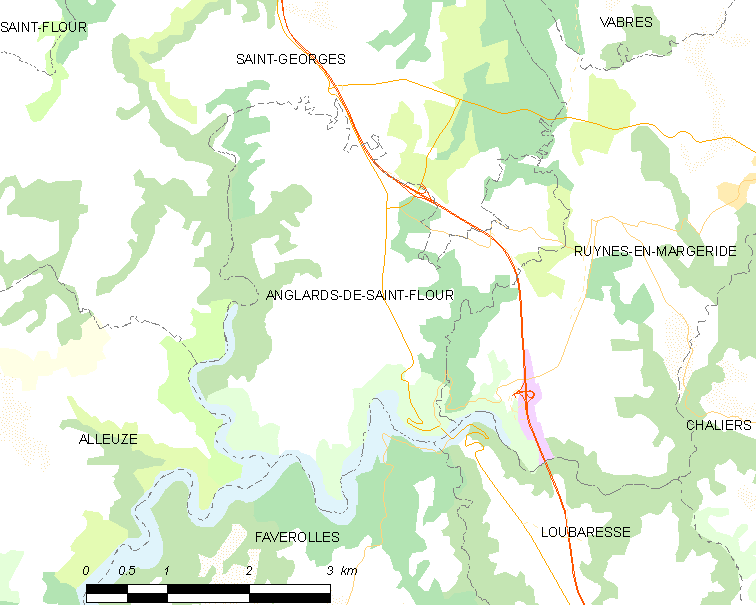
Карта коммуны

В 2007 году среди 210 человек в трудоспособном возрасте (15—64 лет) 168 были экономически активными, 42 — неактивными (показатель активности — 80,0 %, в 1999 году было 75,0 %). Из 168 активных работали 161 человек (92 мужчины и 69 женщин), безработных было 7 (3 мужчин и 4 женщины). Среди 42 неактивных 18 человек были учениками или студентами, 15 — пенсионерами, 9 были неактивными по другим причинам.